# Ник Шмалц
Николас „Ник” Шмалц (енгл. Nicholas Nick Schmaltz — Медисон, 23. фебруар 1996) професионални је амерички хокејаш на леду који игра на позицијама центра и крилног нападача.
Члан је сениорске репрезентације Сједињених Држава за коју је на међународној сцени дебитовао на светском првенству 2017. године.
Учествовао је на улазном драфту НХЛ лиге 2014. где га је као 20. пика у првој рунди одабрала екипа Чикаго блекхокса. Пре него што је заиграо за Блекхоксе у НХЛ лиги две сезоне је играо колеџ лигу за екипу Универзитета Норт Дакота. Прву професионалну утакмицу у каријери одиграо је 12. октобра 2016. у дресу Блекхокса, а противник је била екипа Сент Луис блуза.
Његов старији брат Џордан такође је професионални хокејаш.